# Oscar Peri Valdez
Oscar Darío Peri Valdez (nacido el 12 de noviembre de 1954) es un exmagistrado uruguayo, quien se desempeñó como Fiscal de Corte y Procurador General de la Nación entre 1997 y 2006, aunque a partir de febrero de 2004 se encontró suspendido en el ejercicio del cargo, al que finalmente renunció.

## Juez de Paz en el interior
En mayo de 1978 ingresó a la carrera judicial, sin tener aún el título de abogado, al ser designado Juez de Paz de la 14° sección judicial de Soriano, Juzgado de Paz rural ubicado en Estación Risso.
En mayo de 1981 fue trasladado al Juzgado de Paz de la 11° sección judicial de Colonia, con sede en Ombúes de Lavalle.
Luego de culminar sus estudios en la Facultad de Derecho de la Universidad de la República, obtuvo el título de abogado a fines de 1981.
En febrero de 1982 fue trasladado al Juzgado de Paz de la primera sección judicial de Durazno, con sede en la ciudad de Durazno.

## Juez Letrado en el interior
En octubre de 1982 fue ascendido a Juez Letrado de Durazno de Segundo Turno.
En noviembre de 1984 fue trasladado al Juzgado Letrado de Maldonado de Primer Turno.

## Juez Letrado en la capital
En abril de 1988 ascendió a cumplir funciones en Montevideo como Juez Letrado en lo Penal de Cuarto Turno.

## Tribunal de Apelaciones
En junio de 1993 recibió un nuevo ascenso al ser nombrado integrante del Tribunal de Apelaciones en lo Civil de Tercer Turno.
Con 38 años, fue uno de los magistrados más jóvenes en ocupar dicho cargo en el Poder Judicial uruguayo en épocas recientes.

## Fiscal de Corte
Encontrándose vacante la Fiscalía de Corte desde comienzos de 1997 con motivo del cese de Rafael Robatto por alcanzar el límite de edad, el gobierno de Julio María Sanguinetti propuso a Peri Valdez para reemplazarlo. El 12 de agosto de 1997, luego de obtener la venia correspondiente de la Cámara de Senadores, Peri fue designado como nuevo Fiscal de Corte y Procurador General de la Nación.
Con 42 años, Peri Valdez fue el Fiscal de Corte más joven desde Álvaro Guillot, primer titular del cargo en 1908. Su gestión al frente de la Fiscalía de Corte se caracterizó por una exposición pública muy superior a la de sus predecesores en el cargo, enmarcada en la aprobación de un nuevo Código del Proceso Penal en diciembre de 1997,coredactado por Peri y en cuya implementación centró sus esfuerzos. Prevista originalmente su entrada en vigencia para mediados de 1998, la misma se prorrogó sucesivamente para 1999,2000,2001y 2002,para finalmente suspenderse en forma indefinida,no llegando a entrar nunca en vigencia. 
Dicha circunstancia, aunada a las múltiples polémicas que mantuvo con la Suprema Corte de Justicia -que mantenía una postura crítica con el nuevo Código- con otros fiscales y con sucesivos ministros de Educación y Cultura -cartera de la que dependían entonces las fiscalías- generaron rumores prolongados en el tiempo, ya desde el comienzo del gobierno de Jorge Batlle, de que Peri podría abandonar su cargo.
Finalmente, el 12 de febrero de 2004 el presidente Batlle y el ministro de Educación y Cultura Leonardo Guzmán -con quien Peri mantenía un fuerte enfrentamiento desde tiempo atrás- dispusieron la realización de un sumario administrativo al Fiscal de Corte con separación del cargo y retención del 50% de su sueldo, siendo nombrado interinamente en su reemplazo el fiscal en lo civil más antiguo, Marcelo Brovia.
Se le imputaba, entre otros aspectos, haber propuesto a personas para ocupar cargos de fiscales en base a su criterio personal, haber firmado convenios de cooperación jurídica internacional en representación del Estado sin autorización oficial, y haber creado la Unidad de Fortalecimiento Institucional y un Centro de Apoyo a las Fiscalías violentando la independencia técnica de los fiscales.Posteriormente se le sumaron otros sumarios.
La decisión de separar al Fiscal de Corte de su cargo, sin precedentes en la historia del organismo, provocó fuertes críticas y repercusiones políticas, incluyendo una interpelación al ministro Guzmán en el Senado.
Al cumplirse los seis meses del sumario, en agosto de 2004, legalmente debía ser reintegrado a sus tareas, pero no se lo restituyó a la Fiscalía de Corte sino que se le adjudicaron transitoriamente otras funciones a disposición de la Presidencia,en una oficina de cooperación jurídica internacional de la entonces Junta Anticorrupción (actual JUTEP).
Un año y medio después, en enero de 2006, ya iniciado el nuevo gobierno de Tabaré Vázquez y cuando los sumarios se hallaban próximos a concluir, Peri presentó renuncia al cargo de Fiscal de Corte, la que le fue aceptada por el nuevo ministro Jorge Brovetto, ordenándose el archivo de las investigaciones en su contra sin emitir pronunciamiento final a su respecto,lo que fue objeto de críticas por parte de la oposición.
En el mismo mes de enero de 2006 renunció también el Fiscal de Corte interino Brovia, nombrándose en su reemplazo, también provisoriamente, a Elida Fajardo y luego a Mirtha Guianze, hasta que recién en marzo de 2007 se designó a Rafael Ubiría como nuevo titular de la Fiscalía de Corte.

## Otras actividades
Posteriormente a abandonar la magistratura, Peri se desempeñó como asesor jurídico y de coordinación de gestión contractual del BBVA entre 2009 y 2021; asimismo, radicado en el departamento de Rivera,  fue consultor de la Junta Departamental de Rivera. Es asimismo coordinador del Programa PazyMonte, de conservación del bosque nativo y educación ambiental, que se implementa, sin fines de lucro, en Monte Enoc, predio rural de 10 hectáreas ubicado en Curticeiras, a 15 kilómetros de la ciudad de Rivera.